# База на Дунаву
База на Дунаву је југословенска телевизијска серија снимана 1981. године. Сценарио су писали Властимир Радовановић и Арсен Диклић по мотивима из мемоара Јована Веселинова Жарка „Сви смо ми једна партија“. Серија је премијерно приказивана од 6. септембра до 11. октобра 1981. године. на каналу ТВ НС.

## Радња
Радња серије говори о штампарији Слободна Војводина, која се налази у близини Дунава. И која је успешно радила све до ослобођења и непријатељи нису успели да је открију.

## Улоге
| Глумац                 | Улога          |
| ---------------------- | -------------- |
| Бранислав Цига Јеринић | Гаврило Шајкаш |
| Неда Арнерић           | Ана Штокер     |
| Божидар Орешковић      | Бата           |
| Бранислав Лечић        | Макса Бакан    |
| Радослав Миленковић    | Јоца           |
| Ивана Пејчић           | Душанка        |
| Милан Срдоч            | деда Флекица   |
| Велимир Животић        | Јова Слепи     |
| Бора Тодоровић         | Ђурађ Јавор    |
| Мира Бањац             | Савета Брдар   |
| Светозар Цветковић     | Миленко        |
| Милан Ерак             | Мића студент   |
| Стеван Гардиновачки    | Георг Штокер   |
| Маринко Шебез          | Стевица        |
| Горан Султановић       | Адам           |
| Драган Бјелогрлић      | Ђоле           |
| Богдан Диклић          | Филип Гербер   |
| Давид Тасић            | Младен         |
| Мира Динуловић         | Гаврилова жена |
| Богољуб Петровић       | Колар          |
| Соња Јосић             | Борка          |
| Владислав Каћански     | песник         |
| Миодраг Лончар         | Паор           |
| Владета Попов          |                |
| Ратко Радивојевић      |                |
| Нада Нишић             |                |
| Зоран Стојиљковић      |                |
| Мирослав Жужић         |                |
| Јелица Бјели           |                |
| Славица Ђорђевић       |                |